# Man muss mich nicht lieben
Man muss mich nicht lieben (Originaltitel: Je ne suis pas là pour être aimé) ist eine französische Tragikomödie von Stéphane Brizé aus dem Jahr 2005.

## Handlung
Jean-Claude Delsart, geschieden, arbeitet zusammen mit seinem Sohn Jean-Yves als Gerichtsvollzieher. Jean-Claudes Alltag ist geprägt von der beruflichen Routine. Ab und an beobachtet er von seiner Kanzlei aus die Menschen in der gegenüberliegenden Tanzschule. An den Wochenenden besucht er seinen Vater im Altersheim. Diese Besuche werden jedoch durch die eigensinnige Art seines Vaters belastet, der das Pflegepersonal schikaniert und seinem Sohn laufend Vorwürfe macht, obwohl er als einziger seiner Kinder noch Kontakt zu ihm hat. Bei einem Arztbesuch wird Jean-Claude geraten, sich mehr zu bewegen. Jean-Claude würde gerne, wie in seiner Jugend, Tennis spielen. Davon rät ihm sein Arzt aber ab, so entscheidet er sich für einen Tangokurs in der Tanzschule gegenüber.
Dort lernt er die circa 20 Jahre jüngere Françoise Rubion kennen. Diese besucht den Kurs zur Vorbereitung ihrer Hochzeit mit dem Gymnasiallehrer Thierry. Dieser nutzt ein Sabbatjahr, um ein Buch zu schreiben, findet aber keine Zeit, um Françoise zur Tanzstunde zu begleiten. Daher tanzt Jean-Claude mit Françoise zusammen. Beide treffen sich auch außerhalb der Tanzschule, wobei Francoise ihm nicht sagt, dass sie bald heiraten will. Jean-Claude beginnt durch die Bekanntschaft mit Françoise aufzublühen. Er unterhält sich mit seinem Vater über seine Kindheit, unter anderem auch über den Verbleib seiner Tennispokale. Sein Vater erklärt Jean-Claude, dass er die Pokale alle weggeworfen hat. Françoise kommen zunehmend Zweifel an ihrer Beziehung zu Thierry, sie fühlt sich mehr und mehr zu Jean-Claude hingezogen.
Als Jean-Claude von einem missgünstigen Tanzschüler von der bevorstehenden Heirat erfährt, reagiert er verletzt. Er besucht den Tanzkurs nicht mehr. Nach einem weiteren Streit im Altersheim bricht er auch den Kontakt mit seinem Vater ab. Jean-Claude rät seinem Sohn, den Beruf zu wechseln, da er spürt, dass dieser lieber als Gärtner arbeiten will. Einige Zeit später erfährt er vom Tod seines Vaters, und beim Ausräumen von dessen Zimmer entdeckt er seine Tennispokale. Der Film endet damit, dass Jean-Claude erneut die Tanzschule besucht und mit Françoise einen Tango tanzt.

## Kritiken
„Die in den Hauptrollen grandios besetzte und gespielte Tragikomödie konzentriert sich ganz auf die Personen und ihre mitunter ratlosen Gesichter. Eine heiter-melancholische Fingerübung in Sachen Sprachlosigkeit und Unfähigkeit zur Kommunikation, die auch durch die präzis geschriebenen und gespielten Nebenrollen überzeugt“

„Selten war ein Film um einen Langeweiler so spannend. Patrick Chesnais füllt die leblos wirkende Hauptfigur mit enorm viel Authentizität. Hier wird mit Blicken und kleinen Gesten mehr ausgedrückt als in anderen Filmen mit tausend Worten. Spielfilmdebütant Stéphane Brizé gelang zwar nicht ein perfekter Film (viele Szenen müssten noch geschliffen werden), aber ein überaus interessanter mit starker Mimik und Symbolik.“

## Auszeichnungen (Auswahl)
Der Film war 2005 in der Kategorie Bester Film beim San Sebastian Film Festival nominiert. Patrick Chesnais erhielt eine Nominierung für den César 2006 und den Europäischen Filmpreis 2006.